# 노노무라 요시카즈
노노무라 요시카즈(일본어: 野々村 芳和, 1972년 5월 8일 ~ )는 일본의 전 축구 선수이자 현 축구 경영인으로 과거 제프 유나이티드 지바, 콘사돌레 삿포로에서 미드필더로 활약했으며 현재 J리그 회장을 맡고 있다.

## 구단 경력
1995년 J1리그의 제프 유나이티드 이치하라에 입단했다. 1999년까지 96경기에 출전하여, 6득점을 넣었다. 1998년에 J리그컵 준우승. 2000년 J2리그의 콘사돌레 삿포로로 이적했다. 2000년 J2리그 우승으로 J1리그로 승격했다. 2001년후 현역 은퇴.